# لوسيا غريفز
لوسيا غريفز (بالإنجليزية: Lucia Graves)‏ (21 يوليو 1943، ديفون في المملكة المتحدة)؛ كاتِبة، مترجمة وروائية بريطانية.